# Mark Masterman-Sykes
Mark Masterman-Sykes, 3e baronnet (20 août 1771 - 16 février 1823), né Mark Sykes, est un propriétaire terrien et homme politique anglais, connu comme collectionneur de livres.

## Biographie
Il est le fils aîné de Christopher Sykes (2e baronnet) de Sledmere House, Yorkshire, et de sa femme Elizabeth (décédée en 1803), fille de William Tatton de Withenshaw, Cheshire. Il s'inscrit au Brasenose College, à Oxford, le 10 mai 1788. En 1795, il est haut shérif du Yorkshire et, en septembre 1801, il succède à son père.
Le 14 mai 1807, Sykes est élu député de la ville de York et conserve son siège jusqu'en 1820, date à laquelle il se retire pour mauvaise santé. Il est décédé sans descendance à Weymouth, et a été remplacé par son frère, Tatton Sykes (4e baronnet).

## Collectionneur
Sykes est célèbre en tant que bibliophile et possède une importante bibliothèque privée, riche en Édition originale, incunables et poésie élisabéthaine. Il y avait des manuscrits, dont une copie de la visite héraldique de York de William Dugdale , 1665-1666 . L'éditio princeps de Tite-Live, d'Arnold Pannartz et Konrad Sweynheim (Rome, 1469), avec des armes peintes de la famille Borgia, le seul exemplaire existant sur vélin. Après la mort de Sykes elle est transmise à Thomas Grenville qui la lègue au British Museum. Un catalogue de la bibliothèque a été préparé par Henry John Todd .
Sykes est membre du Roxburghe Club, auquel il a présenté une réimpression de certains des poèmes de John Lydgate en 1818. Il a également recueilli des tableaux, des bronzes, des pièces de monnaie, des médailles et des gravures (avec un ensemble complet de gravures de Francesco Bartolozzi, comprenant ses épreuves et ses gravures). Toutes ses collections ont été dispersées par vente en 1824. Sa bibliothèque a rapporté près de 10 000 £ et ses tableaux près de 6 000 £ .

## Famille
Sykes se marie deux fois: d'abord, le 11 novembre 1795, à Henrietta, fille et héritière de Henry Masterman de Settrington, Yorkshire, à cette occasion il prend le nom supplémentaire de Masterman; elle est décédée en juillet 1813. Le 2 août 1814, il épouse, en secondes noces, Mary Elizabeth, fille de William Tatton Egerton et sœur de Wilbraham Tatton Egerton de Tatton Park ; elle lui a survécu, mourant en octobre 1846.